# J.R. Hildebrand
John R. Hildebrand Jr., född den 3 januari 1988 i Sausalito, Kalifornien, USA, är en amerikansk racerförare.

## Racingkarriär
Hildebrand vann Jim Russell Championship Series och formel Ford i USA i unga år, och för 2007 fick han chansen i Champ Car Atlantic Championship. Han blev bäste amerikanske rookie i serien, med en sjundeplats. Hildebrand bytte därefter till Indy Lights för 2008 års säsong, och han lyckades där så bra att han vann sitt fjärde race i mästerskapet; på Kentucky Speedway. Totlat blev han femma i mästerskapet. Han fortsatte i serien även 2009, med flera framgångar i seriens inledning.
Hildebrand blev tvåa i 2011 års upplaga av Indy 500 med Panther Racing.